# Liste der Statthalter von Pannonia superior
Die Liste der Statthalter von Pannonia superior enthält die bekannten Statthalter (Legatus Augusti pro praetore) der römischen Provinz Pannonia superior (bzw. bis 106 der Provinz Pannonia). Die Liste ist nicht vollständig.

## Bis 106 n. Chr.
Die späteren Provinzen Pannonia inferior und Pannonia superior waren ursprünglich Teil der Provinz Pannonia.
| Datierung           | Name                                                | Konsul | Anmerkung     |
| ------------------- | --------------------------------------------------- | ------ | ------------- |
| 69                  | L. Tampius Flavianus                                |        |               |
| 69/70 bis 72/73     | M. Annius Afrinus                                   |        |               |
| 73/74 bis 76/77     | G. Calpetanus Rantius Quirinalis Valerius Festus    | 71     |               |
| 79/80 bis 81/82     | T. Atilius Rufus                                    |        |               |
| 82/83 bis 85/86     | L. Funisulanus Vettonianus                          | um 78  |               |
| 91/92 bis 93/94     | L. Neratius Priscus                                 | um 87  |               |
| 96/97 bis 98/99     | Cn. Pinarius Aemilius Cicatricula Pompeius Longinus | 90     |               |
| 99/100 bis 100/101  | L. Iulius Ursus Servianus                           | 90     |               |
| 100/101 bis 102/103 | Q. Glitius Atilius Agricola                         | 97     | Konsul II 103 |
| 102/103 bis 104/105 | Lucius Neratius Priscus                             | 97     |               |
| 105/106             | P. Metilius Nepos                                   | 103    |               |

1. 1 2  Werner Eck: Jahres- und Provinzialfasten der senatorischen Statthalter von 69/70 bis 138/139 In: Chiron, Band 13 (1983), S. 147–238, hier S. 225 (Online).

## Ab 106 n. Chr.
Die Provinz Pannonia superior entstand unter Trajan (98–117) durch Teilung der Provinz Pannonia.
| Datierung       | Name                                                             | Konsul   | Anmerkung                                                  |
| --------------- | ---------------------------------------------------------------- | -------- | ---------------------------------------------------------- |
| 106 bis 107/108 | P. Metilius Nepos                                                | 103      | Er war zuvor Statthalter der ungeteilten Provinz Pannonia. |
| vor 112         | A. Caecilius Faustinus                                           | 99       |                                                            |
| 112 bis 117/118 | L. Minicius Natalis                                              | 106      |                                                            |
| 130/131 bis 134 | Cornelius Proculus                                               |          |                                                            |
| 136 bis 137     | L. Aelius Caesar                                                 | 136      |                                                            |
| 137 bis 139     | T. Haterius Nepos                                                | 134      |                                                            |
| 139 bis 142     | L. Sergius Paullus                                               | 137/138? | Konsul II 168                                              |
| 146 bis 149     | M. Pontius Laelianus Larcius Sabinus                             | 145      |                                                            |
| 150 bis 154     | Claudius Maximus                                                 |          |                                                            |
| 159 bis 161     | M. Nonius Macrinus                                               | 154      |                                                            |
| um 162/166      | L. Dasumius Tullius Tuscus                                       | 152      |                                                            |
| nach 166        | Q. Iallius Bassus                                                | 158      |                                                            |
| um 168/170      | C. Iulius Commodus Orfitianus                                    | 157      |                                                            |
| 197 bis 201/202 | L. Fabius Cilo Septiminus Catinius Acilianus Lepidus Fulcinianus | 193, 204 |                                                            |